# Tú Châu, Gia Hưng
Tú Châu (tiếng Trung: 秀洲区; bính âm: Xiùzhōu Qū) là một khu (quận) thuộc thành phố Gia Hưng, tỉnh Chiết Giang, Trung Quốc.

### Nhai đạo
- Tân Thành (新城街道)
- Gia Bắc (嘉北街道)
- Đường Vị (塘汇街道)
- Cao Chiếu (高照街道)

### Trấn
- Vương Điếm (王店镇)
- Hồng Hợp (洪合镇)
- Tân Thăng (新塍镇)
- Vương Giang Kinh (王江泾镇)
- Du Xa Cảng (油车港镇)